# Archophanes cratericollis
Archophanes cratericollis är en skalbaggsart som beskrevs av Leon Fairmaire 1894. Archophanes cratericollis ingår i släktet Archophanes och familjen Dynastidae. Inga underarter finns listade.